# Semlac

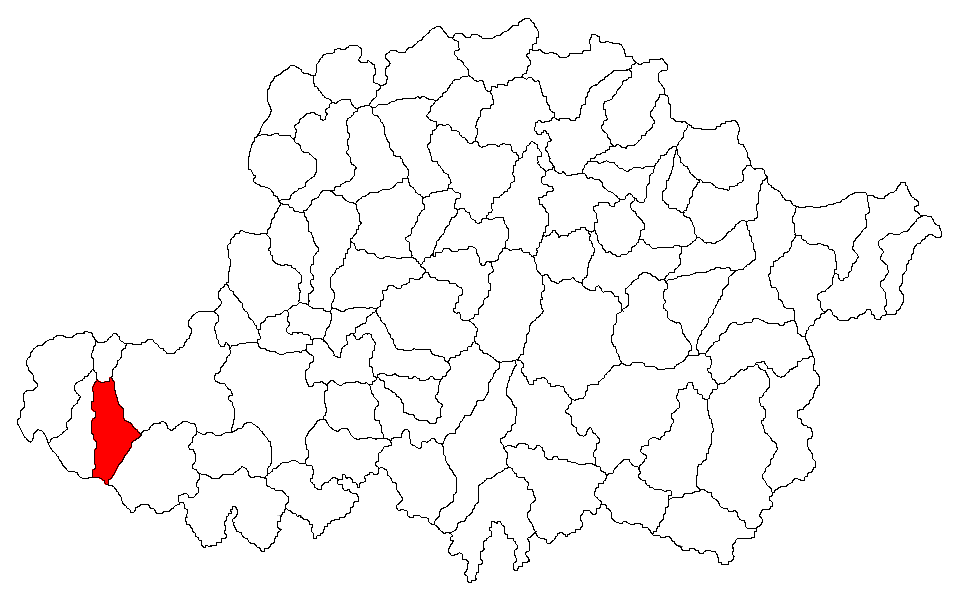
Lage der Gemeinde Semlac im Kreis Arad

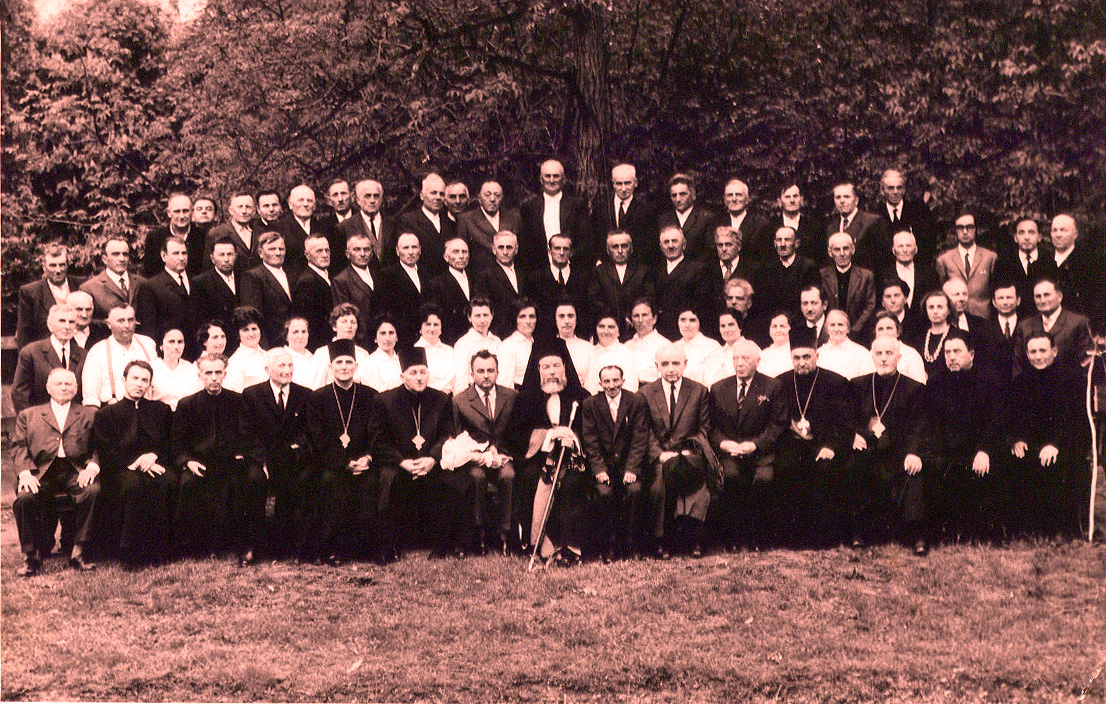
Männerchor Semlac

Semlac (deutsch Semlak, ungarisch Szemlak oder Zemlekhaza) ist eine Gemeinde im Kreis Arad, Kreischgebiet, Rumänien.

## Geografische Lage
Semlac liegt im Maroschtal unweit des Drum național 7 und der Bahnstrecke Szeged–Arad in 37 Kilometer Entfernung von Arad.

## Nachbarorte
| Nădlac | Peregu Mare                                 | Pecica          |
| Șeitin | Kompassrose, die auf Nachbargemeinden zeigt | Sânpetru German |
| Periam | Satu Mare                                   | Secusigiu       |

## Geschichte
Die erste urkundliche Erwähnung der Siedlung Zemlekhaza stammt aus dem Jahr 1256, als das Gut zum Königreich Ungarn gehörte. Der ungarische König Andreas II.  schenkte das Gut der Csanáder Diözese.
1320 schenkte der ungarische König Karl I. Robert von Anjou das Gut dem Grafen Johann Zemleky.
Im 11. Jahrhundert werden erstmals rumänische Siedler erwähnt und im 15. Jahrhundert kamen Serben, die auch die erste Griechisch-orthodoxe Kirche bauten.
Zwischen 1564 und 1697 war der Ort unter Türkenherrschaft und wurde zu einer befestigten Siedlung ausgebaut.
Auch zur Zeit der Theiß-Maroscher Militärgrenze war Semlak ein wichtiger Stützpunkt am Nordufer der Marosch und hauptsächlich von serbischen Wehrbauern bewohnt.
Die ungarische Hofkammer verkaufte das Gut Semlak 1841 an den Grafen Gustav Hádik von Futok, in dessen Besitz es bis zur Revolution von 1848 blieb.
1819 siedelte die ungarische Hofkammer die ersten Deutschen an. Es waren Evangelische Augsburger Bekenntnisses aus dem Städtchen Mezöberény im Komitat Békés. Ihnen folgten zwischen 1823 und 1827 etwa 38 deutsche Familien aus dem westlich von Debrecen gelegenen Balmazújváros. Diese waren evangelisch-reformiert und gehörten dem helvetischen Glaubensbekenntnis an.
Durch den Vertrag von Trianon am 4. Juni 1920 fiel Semlak an das Königreich Rumänien.

## Demografie
| 1880 | 5387 | 2425 | 461 | 2059 | 442            |
| 1910 | 5676 | 2475 | 601 | 1899 | 701            |
| 1930 | 5308 | 2445 | 336 | 1886 | 641            |
| 1977 | 4426 | 2675 | 270 | 1065 | 416            |
| 1992 | 3787 | 2947 | 181 | 286  | 373            |
| 2002 | 3787 | 3060 | 136 | 138  | 453            |
| 2021 | 3474 | 2836 | 47  | 57   | 535 (225 Roma) |

## Persönlichkeiten
- Helmut Duckadam (1959–2024), Fußballtorwart und -funktionär